# Jirakit Kuariyakul
Jirakit Kuariyakul (tiếng Thái: จิรกิตติ์ คูอาริยะกุล, phiên âm: Chi-la-kít Khu-a-li-da-cun, sinh ngày 1 tháng 5 năm 1994) còn có nghệ danh là Toptap (ท็อปแท๊ป, Thóp-thép) là một diễn viên người Thái Lan. Anh được biết đến với vai chính Tul trong Room Alone 401-410 (2014) và vai phụ Type trong 2gether: The Series  và Still 2gether (2020) và Ai trong Tonhon Chonlatee (2020-2021).

## Tiểu sử và học vấn
Toptap sinh ra ở tỉnh Nan, Thái Lan. Anh đã hoàn thành chương trình giáo dục trung học tại trường Strisrinan. Anh tốt nghiệp với bằng cử nhân Quản trị kinh doanh, chuyên ngành marketing tại Đại học Quốc tế Mahidol. Anh từng là sinh viên trao đổi trong một năm tại Mỹ trong chương trình AFS.

## Sự nghiệp
Toptap bắt đầu sự nghiệp diễn xuất của mình vào năm 2014 với vai phụ trong Love Sick: The Series (2014–2015). Cũng trong năm đó, anh đảm nhận vai chính Tul trong Room Alone 401-410 (2014). Anh tiếp tục tham gia diễn xuất trong một số phim truyền hình như U-Prince Series (2016–2017), SOTUS: The Series (2016–2017), Senior Secret Love: Puppy Honey 2 (2017) và Water Boyy: The Series (2017).
Gần đây, anh đã vào vai PP trong 3 Will Be Free (2019) và Type trong 2gether: The Series và Still 2gether (2020).
Sau vai diễn thành công trong 2gether: The Series và Still 2gether với bạn diễn màn ảnh, Chinnarat Siripongchawalit (Mike). Họ tiếp tục đóng cặp với nhau trong Tonhon Chonlatee với vai Ai và Ni, bạn cùng phòng của Tonhon (Supakorn Sriphotong (Pod)).
Hiện nay, anh đã rời GMMTV vào cuối năm 2022 và trở thành diễn viên tự do.

## Các phim tham gia

### Phim truyền hình
| Năm  | Tên phim                             | Vai    | Ghi chú   | Ref.   |
| ---- | ------------------------------------ | ------ | --------- | ------ |
| 2014 | Love Sick: The Series                | Poom   | Vai phụ   | [ 1 ]  |
| 2014 | Room Alone 401-410                   | Tul    | Vai chính |        |
| 2015 | Love Sick Season 2                   | Poom   | Vai phụ   |        |
| 2015 | The School                           | Toptap | Vai chính | [ 7 ]  |
| 2015 | Room Alone 2                         | Tul    | Vai chính | [ 8 ]  |
| 2016 | U-Prince Series: Handsome Cowboy     | Hed    | Vai phụ   |        |
| 2016 | SOTUS: The Series                    | Jay    | Vai phụ   |        |
| 2016 | Senior Secret Love: My Lil Boy 2     | Boss   | Vai chính |        |
| 2017 | Water Boyy: The Series               | Kan    | Vai phụ   | [ 3 ]  |
| 2018 | Mint To Be                           | Wave   | Vai phụ   | [ 9 ]  |
| 2019 | Boy For Rent                         | Tan    | Vai phụ   | [ 10 ] |
| 2019 | 3 Will Be Free                       | PP     | Vai phụ   | [ 4 ]  |
| 2019 | Blacklist                            | Dark   | Vai phụ   | [ 6 ]  |
| 2020 | 2gether: The Series                  | Type   | Vai phụ   | [ 5 ]  |
| 2020 | Still 2gether                        | Type   | Vai phụ   | [ 11 ] |
| 2020 | Tonhon Chonlatee                     | Ai     | Vai phụ   | [ 12 ] |
| 2022 | Mama Gogo                            | Auto   | Vai phụ   |        |
| 2022 | Astrophile                           | Pao    | Vai phụ   |        |
| 2022 | Intern in My Heart                   | Tob    | Vai chính |        |
| 2022 | Star & Sky Series: Sky in Your Heart | Ou     | Vai phụ   |        |

### Chương trình thực tế
| Năm  | Tên chương trình              | Vai trò            | Đài             | Ghi chú                                       | Nguồn         |
| ---- | ----------------------------- | ------------------ | --------------- | --------------------------------------------- | ------------- |
| 2015 | Talk with Toey Tonight        | Khách mời          | GMM 25          | Tập 54                                        | [ 13 ]        |
| 2016 | Let's Play Challenge          | Khách mời          | GMM One         | Tập 7, 27                                     | [ 14 ]        |
| 2016 | Toe Laew                      | Khách mời          | GMM 25          | Tập 168, 169                                  | [ 15 ] [ 16 ] |
| 2016 | Cougar on the Prowl           | Khách mời          | GMM 25, LINE TV | Tập 7                                         |               |
| 2018 | School Rangers                | Khách mời          | GMM 25          | Tập 44-46, 114-115, 120-123, 131-132, 151-152 |               |
| 2018 | Yai & the Grandsons           | Thành viên cố định |                 |                                               |               |
| 2018 | TayNew Meal Date              | Khách mời          | Youtube         | Tập 9                                         | [ 17 ]        |
| 2019 | Arm Share                     | Khách mời          |                 | Tập 7, 39                                     |               |
| 2019 | Guess My Age                  | Khách mời          |                 | Tập 163                                       |               |
| 2019 | Yai & The Grandsons Special   | Thành viên cố định |                 |                                               |               |
| 2019 | PaiiGunPa                     | Dẫn chương trình   |                 |                                               | [ 18 ]        |
| 2020 | Play Zone                     | Khách mời          |                 | Tập 2                                         |               |
| 2020 | Friend Drive                  | Khách mời          |                 | Tập 16                                        |               |
| 2020 | Play2gether                   | Thành viên cố định | GMM 25          |                                               | [ 19 ]        |
| 2020 | LogLog                        | Khách mời          |                 |                                               |               |
| 2020 | Finnn Land                    | Khách mời          |                 | Tập 7                                         |               |
| 2020 | Toe Laew 2                    | Khách mời          | GMM 25          | Tập 3-4                                       |               |
| 2020 | Grandsons the Reality Project | Thành viên cố định |                 |                                               |               |
| 2021 | You'll See                    | Khách mời          |                 | Tập 1,9                                       |               |

## Đời tư
Ngoài sự nghiệp diễn xuất của mình, Toptap còn sở hữu hai nhà hàng là Fuku Intown và 3Brothers Chicken Rice. Anh đồng sở hữu chúng với Perawat Sangpotirat và Khoo Pei-Cong.